# Degernes
Degernes is een plaats in de Noorse gemeente Rakkestad, fylke Østfold. Degernes telt 290 inwoners (2007) en heeft een oppervlakte van 0,37 km². Tussen 1917 en 1964 was het een zelfstandige gemeente in de toenmalige provincie Østfold.

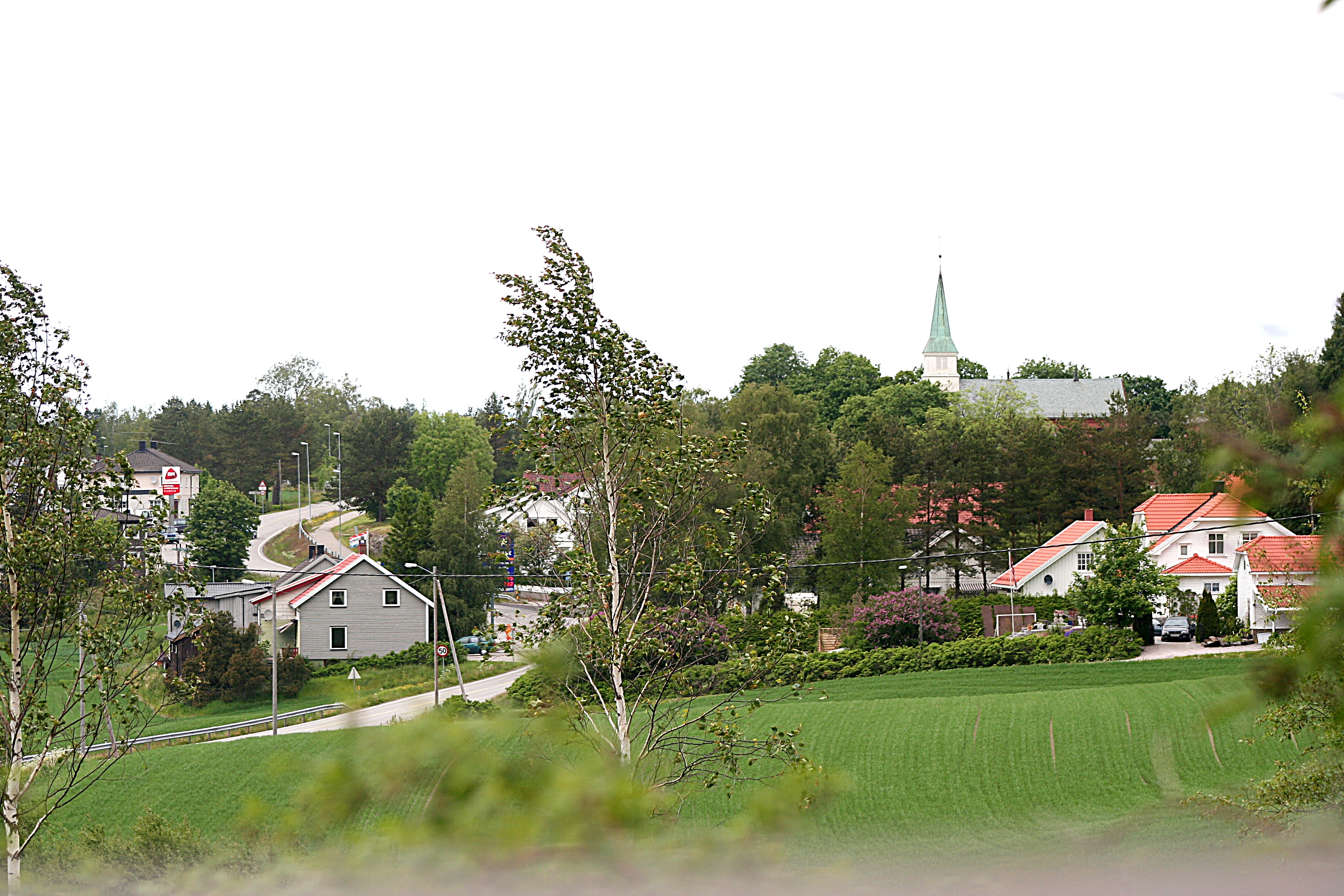
Degernes